# Santón

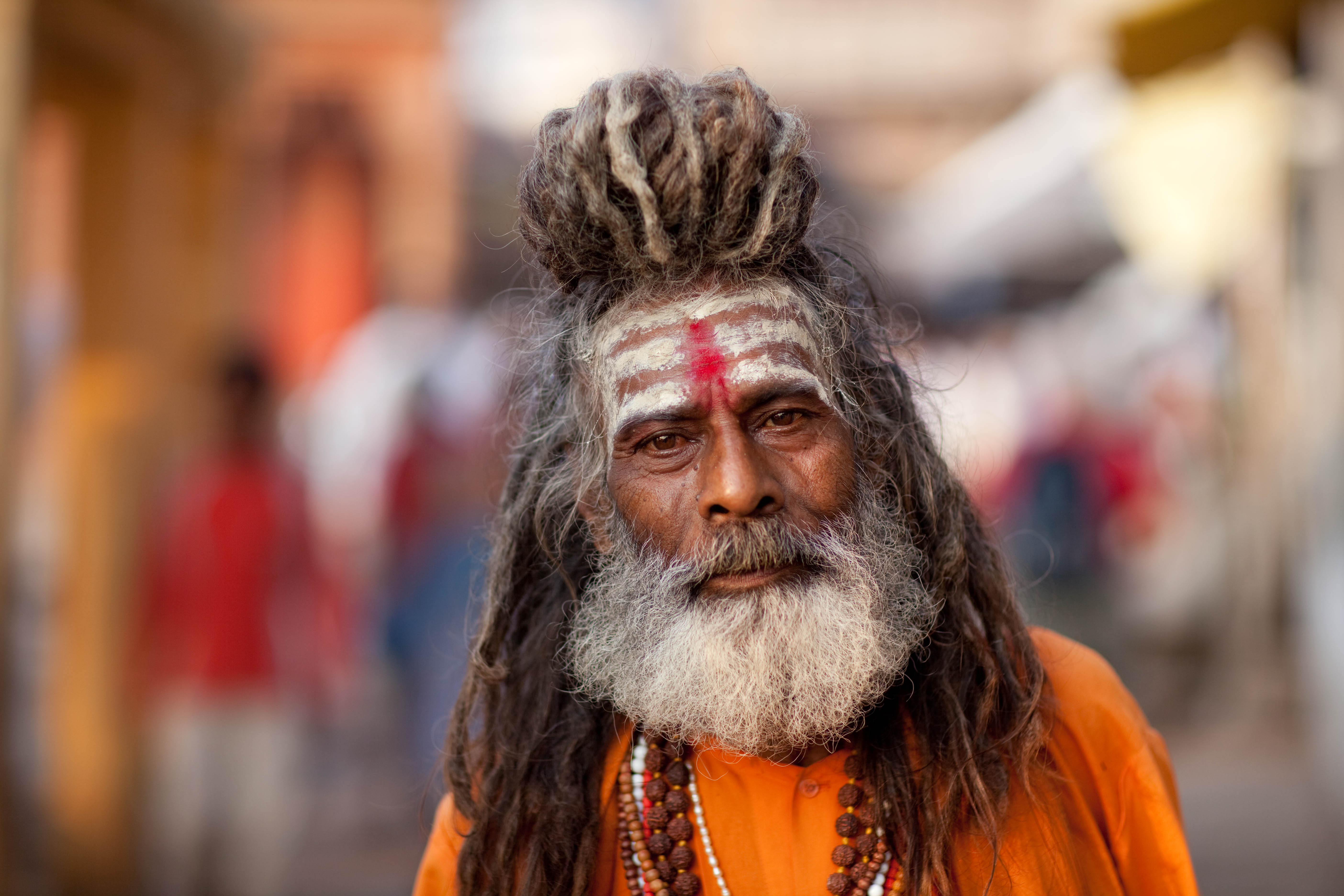
Sadhu.

Con el nombre de santón suele designarse al que ejerce algún tipo de vida austera o penitente. Se aplica especialmente este término a los musulmanes que adoptan tal género de vida [cita requerida].La prensa en general endilga este nombre a ascetas del hinduismo o del lamaísmo. Pese a que la personalidad de Mahoma no convenga, en esencia, con la de un asceta o santo y su doctrina sea, ante todo, un mensaje objetivo de intención organizadora y legislativa, en el seno del Islamismo han proliferado místicos y santones en los momentos históricos más diversos.
En un principio, las comunidades de ascetas musulmanes tuvieron como centros de origen las colonias militares árabes de Basra y Kúfa y fue muy crecido el número de sus miembros. Algunos como Hasan al-Basri (s. VIII) o `Abdak al-Stlfi (s. IX) alcanzaron renombre en la historia de la mística musulmana. El ideal de conducta vital que propugnaban podría resumirse en el elusivo concepto de que el verdadero santón o místico asceta es aquel que nada posee y no es poseído por nada. En un comienzo esa renuncia solía afectar a las posesiones materiales, pero pronto se manifiesta una fuerte tendencia a la concepción espiritual del ascetismo. Sin mermar las prácticas de la vida austera, se insistirá en la trascendencia de la vida interior. La auténtica renuncia existe sólo en el corazón, consiste en prescindir de todo cuanto pueda apartar de Alláh y abandonarse a sí mismo. Era éste el principio básico del faqr o pobreza practicado por los santones: no aceptes nada de nadie, nada pidas a nadie, nada tengas contigo que no puedas dar a otro. En lo que afecta a la conducta del s. en el comer, beber, vestir, dormir, realizar el matrimonio o montar a caballo, no podían ejecutar ninguno de estos actos si no es por necesidad. El que los realiza sin necesidad obra de manera ilícita, manifestando ante los otros que son siervos débiles de Alláh e incapaces de prescindir de las cosas necesarias.
Se ha dicho que la ascética y la mística caen fuera del espíritu del Islam, explicándose su origen por una decidida influencia e imitación de las prácticas ascéticas de los monjes cristianos, recogidos en los cenobios de Arabia, Siria y Líbano, más que en una auténtica evolución de la ideología religiosa alcoránica. En la India se dan también ciertos tipos de ascetas individuales, más bien mendigos religiosos, predominantemente musulmanes, llamados faquires.